# Chayanon Khamkan
Chayanon Khamkan (thailändisch ชญานนท์ คำแก่น, * 10. November 1991) ist ein thailändischer Fußballspieler.

## Karriere
Chayanon Khamkan stand bis 2017 beim Chiangrai City FC unter Vertrag. Wo er vorher gespielt hat, ist unbekannt. Der Verein aus Chiangrai spielte in der vierten Liga des Landes, der Thai League 4, in der Northern Region. Ende 2017 wurde er mit Chiangrai Vizemeister. 2018 wechselte er zum Zweitligisten Chiangmai FC. Mit dem Verein aus Chiangmai wurde er am Ende der Saison Tabellendritter und stieg somit in die erste Liga auf. In der ersten Liga, der Thai League, absolvierte er drei Spiele für Chiangmai. Ende 2019 musste er mit dem Verein wieder den Weg in die zweite Liga antreten. Nach dem Abstieg ging er zum Drittligisten Lamphun Warrior FC nach Lamphun. Mit Lamphun spielte in der Upper Region der dritten Liga. Nach dem zweiten Spieltag 2020 wurde die dritte Liga wegen der COVID-19-Pandemie unterbrochen. Nach Wiederaufnahme des Spielbetriebes im Oktober wurde die Thai League 4 und die Thai League 3 zusammengelegt. Die Warriors wurden der Northern Region zugeteilt. In der Northern Region wurde man Meister. In den Aufstiegsspielen zur zweiten Liga wurde man Erster und stieg somit in die zweite Liga auf.

## Erfolge
Chiangrai City FC
- Thai League 4 – North: 2017  ▲

Lamphun Warrior FC
- Thai League 3 – North: 2020/21
- Thai League 3 – National Championship: 2020/21  ▲